# Anexação da Metrópole de Kiev ao Patriarcado de Moscou

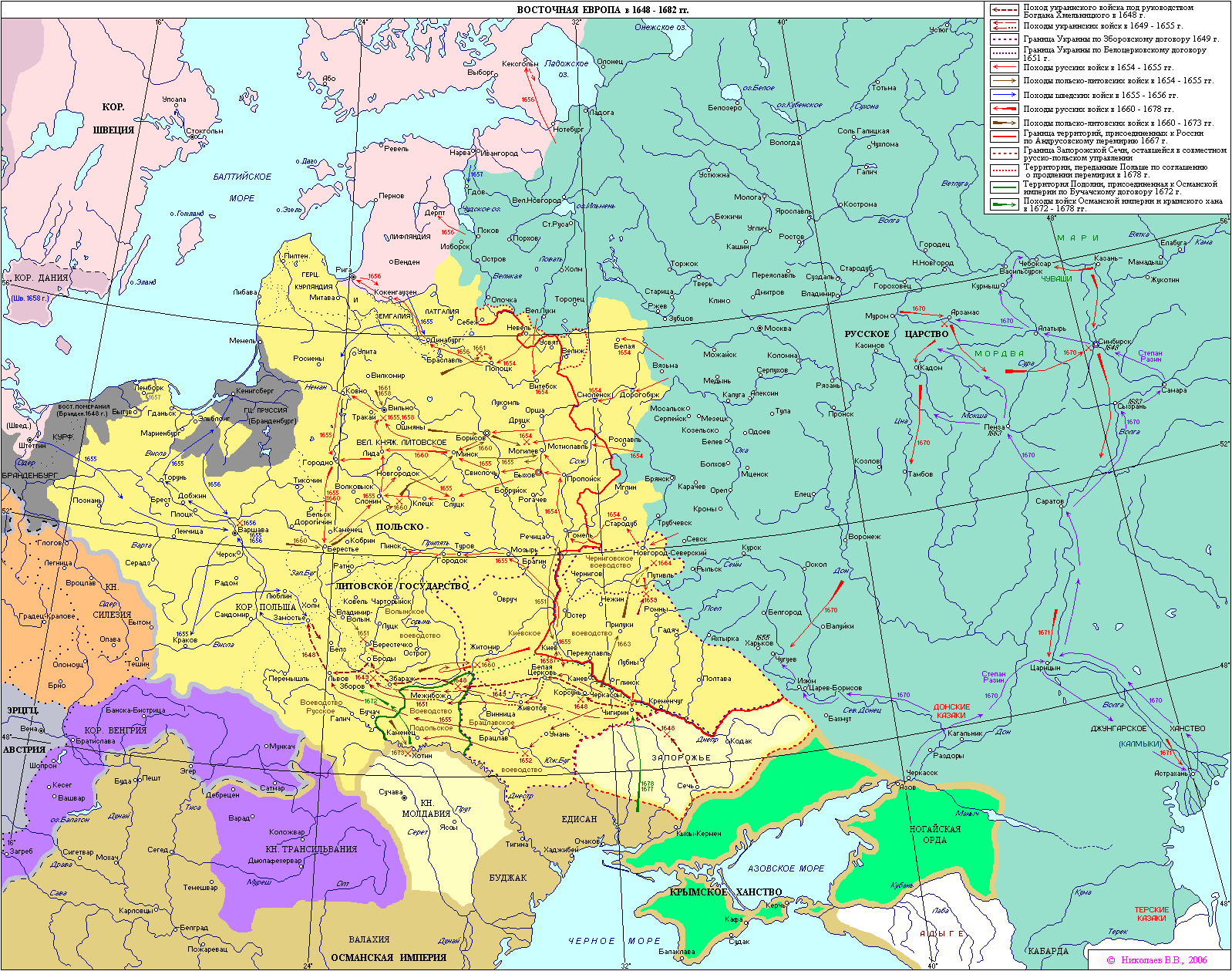
Europa oriental em 1648-1682

A anexação da Metrópole de Kiev ao Patriarcado de Moscou  foi um processo histórico que durou de 1654 a 1659 e finalmente terminou com a adoção, em 1686, da decisão do patriarca Dionísio IV e do sínodo do Patriarcado de Constantinopla de transferir a metrópole de Kiev da Igreja Ortodoxa de Constantinopla para a jurisdição da Igreja Ortodoxa Russa. Em 11 de outubro de 2018, o sínodo do Patriarcado de Constantinopla cancelou esta decisão. A abolição não é reconhecida pela Igreja Ortodoxa Russa e nem pela Igreja Ortodoxa Ucraniana.

## História

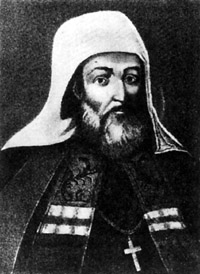
Metropolita Gedeão (Svyatopolk-Chetvertinski). Retrato do século XVII

Atendendo aos pedidos persistentes do futuro metropolita de Kiev, Gedeão Svyatopolk-Chetvertinski, e do Hetman Ivan Samoiloviche, o embaixador grego Zakhari Ivanov Sofir foi enviado de Moscou a Constantinopla ao predecessor do patriarca Dionísio, o patriarca Tiago, a fim de receber uma gramota de transferência da Metrópole de Kiev para o Patriarcado de Moscou. O patriarca Tiago de Constantinopla recusou-se a dar consentimento sem a permissão do vizir otomano. Em 8 de novembro de 1685, o arcebispo Gedeão de Lutsk foi elevado, pelo patriarca de Moscou Joaquim, à Sé metropolitana de Kiev sem a permissão do Patriarca de Constantinopla. Ao mesmo tempo, os embaixadores do Hetman, Ivan Pavloviche Lisitsa e o diácono Nikita Alekseev, foram para Constantinopla com cartas do Patriarca de Moscou Joaquim e dos Czares Ivã V e Pedro I com um pedido para aprovar a transferência da metrópole de Kiev para a jurisdição de Moscou e confirmar a nomeação do metropolita Gedeão. Os embaixadores apelaram ao grande vizir que estava em Adrianópolis, que, esforçando-se para manter boas relações com Moscou, concordou com a transferência do metropolita de Kiev para a autoridade do Patriarca de Moscou. Ao saber disso, o patriarca Dositeu II de Jerusalém concordou com esta decisão e contribuiu para o recebimento das cartas de Dionísio IV, que veio a Adrianópolis para confirmar sua eleição como Patriarca pelo vizir.
Em 5 de junho de 1686, o patriarca Dionísio IV entregou aos embaixadores cartas endereçadas aos czares, ao Patriarca de Moscou, ao Hetman e ao Metropolita de Kiev, segundo as quais ele transferiu a metrópole de Kiev para o Patriarcado de Moscou, confirmando antes disso a nomeação do metropolita Gideão para a Sé metropolitana de Kiev. E o diácono Nikita deu a Dionísio 200 moedas de ouro.[carece de fontes?]
As cartas expedidas por Dionísio IV falam da subordinação da metrópole de Kiev ao Patriarca de Moscou.

## Possíveis razões para a adesão
De acordo com o historiador e teólogo K. Vetoshnikov, em relatório elaborado em 24 de agosto de 2016 no XXIII Congresso Internacional de Estudos Bizantinos em Belgrado, a metrópole de Kiev pode ter sido subordinada ao Patriarcado de Moscou devido à distância e às guerras russo-turcas. Este motivo está diretamente indicado no texto da gramota Patriarcal. O texto grego do ato também afirma que a transferência é feita por motivos de economia (gr. Κατ'οἰκονομίαν).
Além disso, uma possível razão para a transferência da metrópole de Kiev para o Patriarcado de Moscou poderia ser a preservação da Ortodoxia, que estava sob ameaça devido ao desejo das autoridades polonesas de persuadir a população local a se unir com a Igreja Católica Romana.
Ao mesmo tempo, as razões mais óbvias para a anexação da metrópole de Kiev à Igreja Ortodoxa Russa estão associadas ao processo histórico objetivo de anexação dos territórios do sul da Rússia do Hetmanato à Moscóvia, que começou em 1654.